# Rytířský kříž Železného kříže
Rytířský kříž Železného kříže (něm. Ritterkreuz des Eisernen Kreuzes) je německé vyznamenání, které zřídil v září 1939 Adolf Hitler. Vyznamenání je o stupeň vyšší než Železný kříž.
Vyšší hodnota kříže:
- 3. června 1940 – Rytířský kříž s dubovou ratolestí (822 nositelů)
- 19. červenec 1940 – Rytířský kříž s dubovou ratolestí a meči (159 nositelů)
- 28. září 1941 – Rytířský kříž s dubovou ratolestí, meči a brilianty (27 nositelů)
- 29. prosince 1944 – Rytířský kříž se zlatou dubovou ratolestí, meči a brilianty (1 nositel - Hans-Ulrich Rudel)